# Erik Thomsen
Erik Hans Christian Thomsen (* 14. Dezember 1935 in Kopenhagen) ist ein dänischer Ringer.
Er nahm an den Olympischen Sommerspielen 1960 in Rom im griechisch-römischen Leichtgewicht der Männer teil. Dort schied er nach seinem dritten Kampf aus und belegte abschließend den geteilten 13. Platz.